# سفارة لبنان لدى البحرين
سفارة لبنان لدى البحرين هي البعثة الدبلوماسية لجمهورية لبنان لدى مملكة البحرين، وتقع بالعاصمة المنامة.